# Tekhnologuitcheski institout (métro de Saint-Pétersbourg)
Tekhnologuitcheski institout (en russe : Технологи́ческий институ́т) est une station de la ligne 1 et de la ligne 2 du Métro de Saint-Pétersbourg. Elle est située dans le raïon  La plateforme 1 est mise en service en 1955 et la plateforme 2 en 1961.
Mises en service, en 1955 L1 et en 1961 L1/L2, elle dispose d'un complexe de correspondance composé de deux sous-stations en parallèles, chacune étant desservie par les rames de la ligne 1 du métro de Saint-Pétersbourg et les rames de la ligne 2 du métro de Saint-Pétersbourg allant dans le même sens.

## Situation sur le réseau

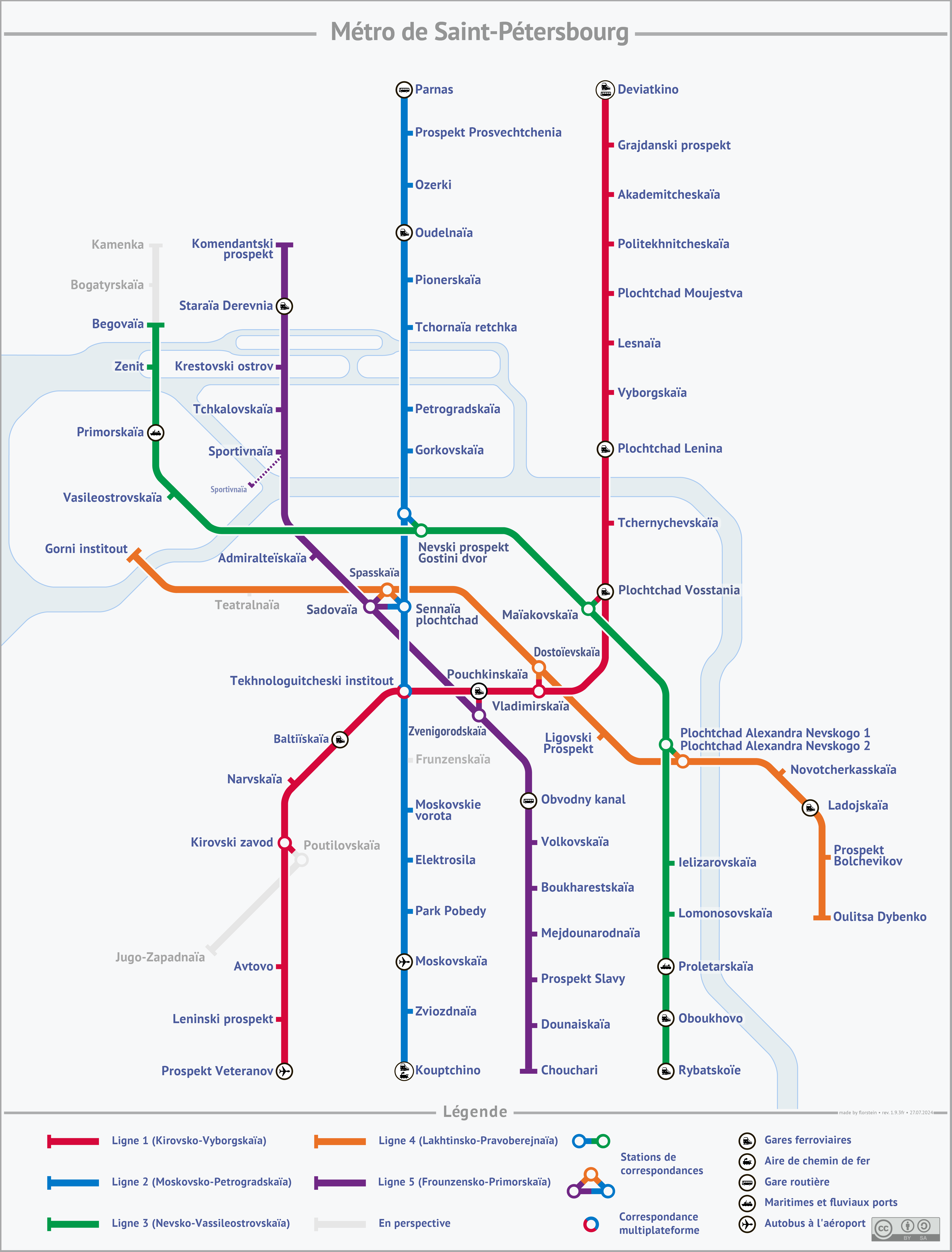
Plan du métro.

Établie en souterrain, à 60 mètres de profondeur, Pouchkinskaïa est une station de passage et de correspondance de la ligne 1 et la ligne 2 du métro de Saint-Pétersbourg.
Station de la ligne 1 : elle est située entre la station Sennaïa plochtchad, en direction du terminus nord Deviatkino, et la station Baltiïskaïa, en direction du terminus sud Prospekt Veteranov.
Station de la ligne 2 : elle est située entre la station Pouchkinskaïa, en direction du terminus nord Parnas, et la station Frounzenskaïa, en direction du terminus sud Kouptchino.
La station est organisée de manière originale, dit « unité de transfert multiplateforme » (en russe : кросс-платформенного пересадочного узла) il s'agit de deux stations établies en parallèles, comportant chacune un quai central encadré par une voie de chaque ligne avec les circulations dans le même sens. Une mezzanine permet la relation entre les deux quais centraux,.

## Histoire
La station Tekhnologuitcheski institout 1 est mise en service le 15 novembre 1955, lors de l'ouverture à l'exploitation de la première section de la ligne 1, entre les stations Avtovo et Plochtchad Vosstania. L'accès est installé dans un immeuble construit pour cette fonction et les locaux administratifs du métro. Le projet inclut dès l'origine le fait qu'elle deviendra une station de correspondance avec la ligne 2?, il débute avec une station comportant quatre voies mais finalement la station est construite avec une taille supérieure aux autres stations de cette première section, et inclut le fait qu'une deuxième station sera construite à côté. Son nom est dû à l'Institut de technologie de Saint-Pétersbourg (ru) situé à proximité du bâtiment abritant le hall d'accès.
La deuxième station Tekhnologuitcheski institout 2 est mise en service le 29 avril 1961, elle inaugure le concept des deux stations parallèles avec une voie de chaque lignes dans les deux stations. L'exploitation de la première section de la ligne 2 entre Tekhnologuitcheski institout et Park Pobedy, débute le 29 avril 1961,.
La station perd son statut de terminus d'origine de la ligne 2, mais devient à plein régime une station de correspondance originale le 7 janvier 1963 lors de l'ouverture de la section de Tekhnologuitcheski institout à Petrogradskaïa,.

## Services aux voyageurs

### Accès et accueil
La station dispose d'un unique accès situé dans le bâtiment d'angle ou se situe également l'administration du métro. On y trouve le hall d'accès et le départ de la relation avec les stations souterraines,.

### Desserte
Tekhnologuitcheski institout est une station de correspondance avec deux stations Tekhnologuitcheski institout 1 et Tekhnologuitcheski institout 2 reliées par des escaliers et une mezzanine donnant directement sur les deux quais centraux :
Station Tekhnologuitcheski institout 1, desservie par des rames des deux lignes,.

Installations et desserte
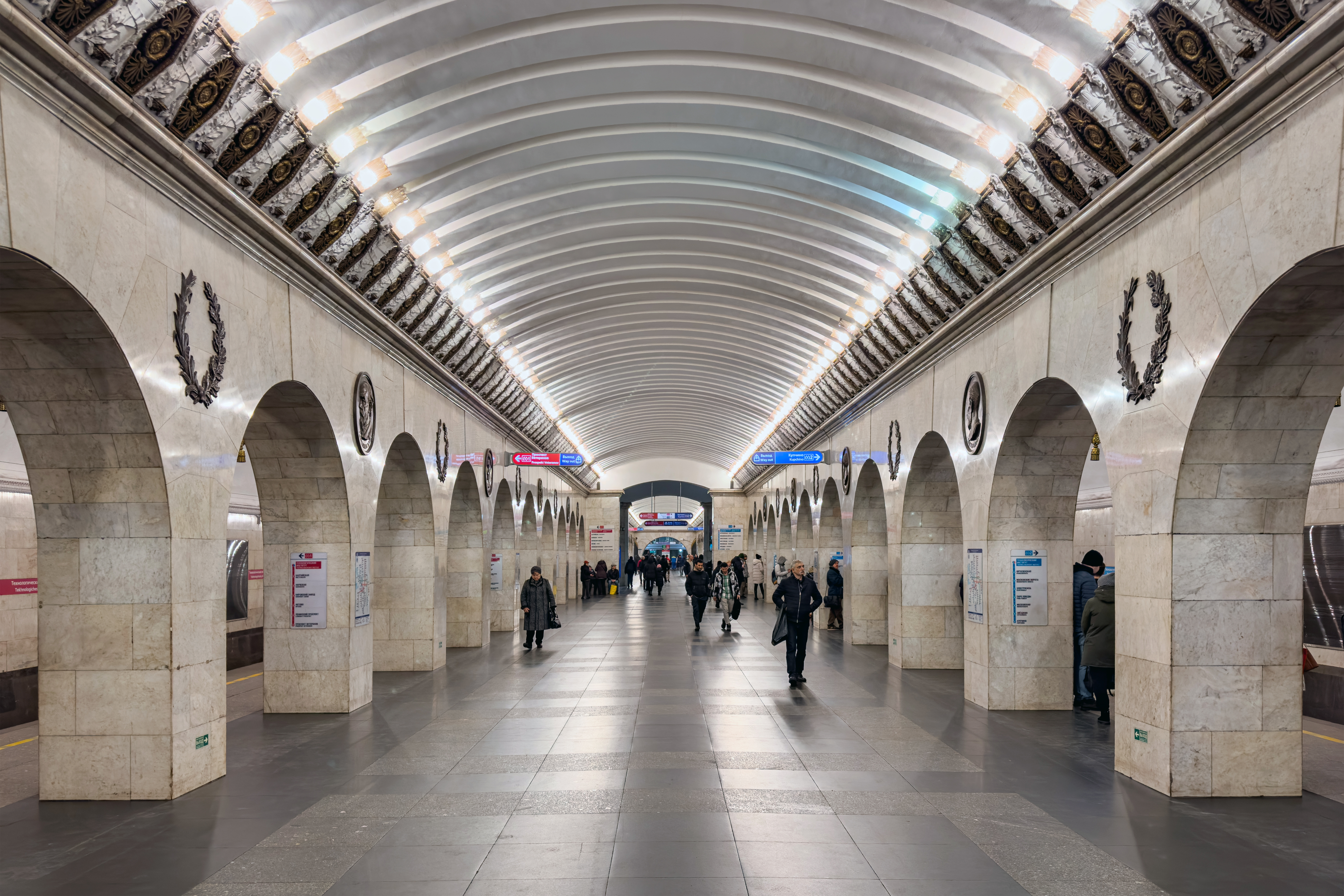
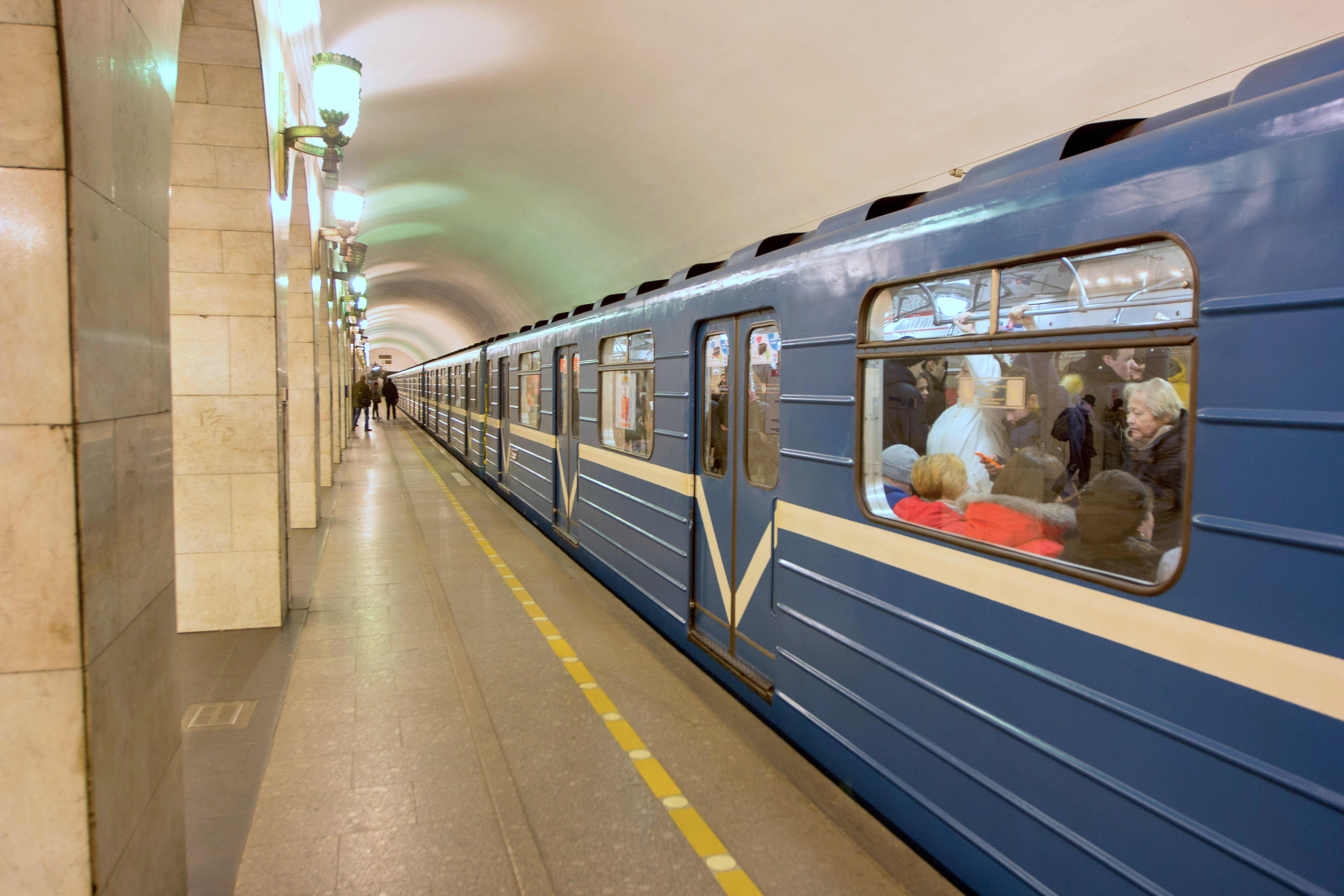
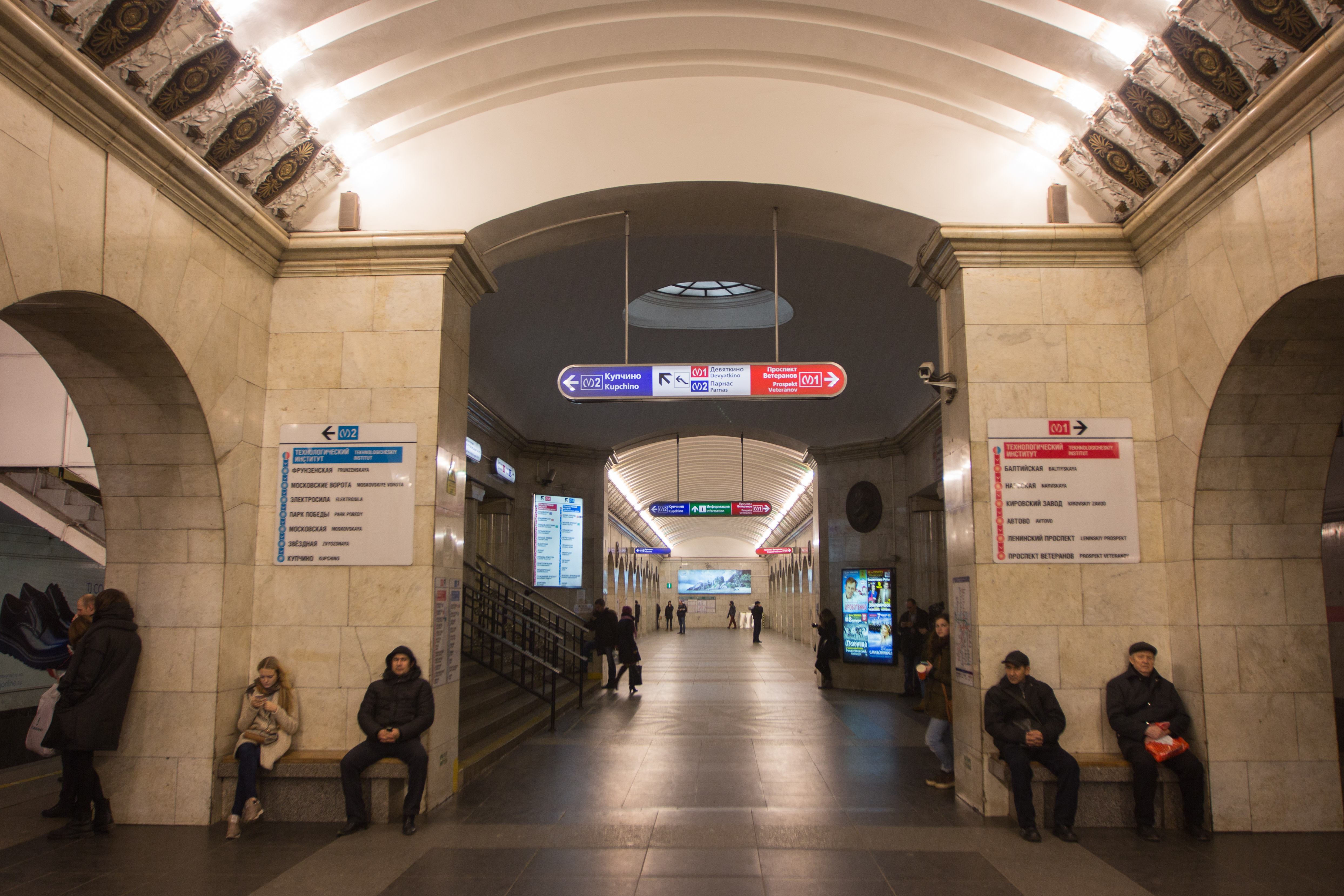

Station Tekhnologuitcheski institout 2 desservie par des rames des deux lignes,.

Installations et desserte
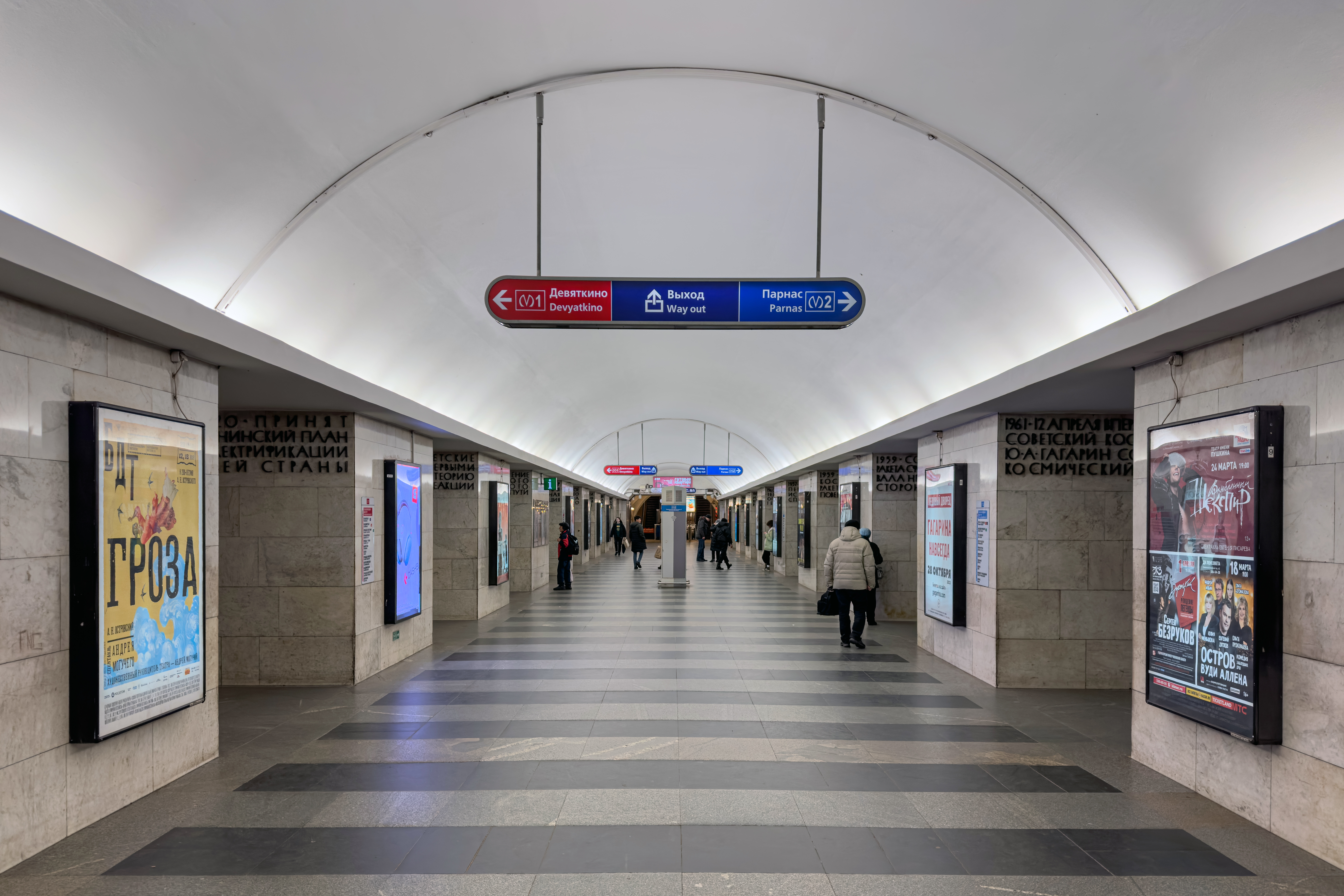
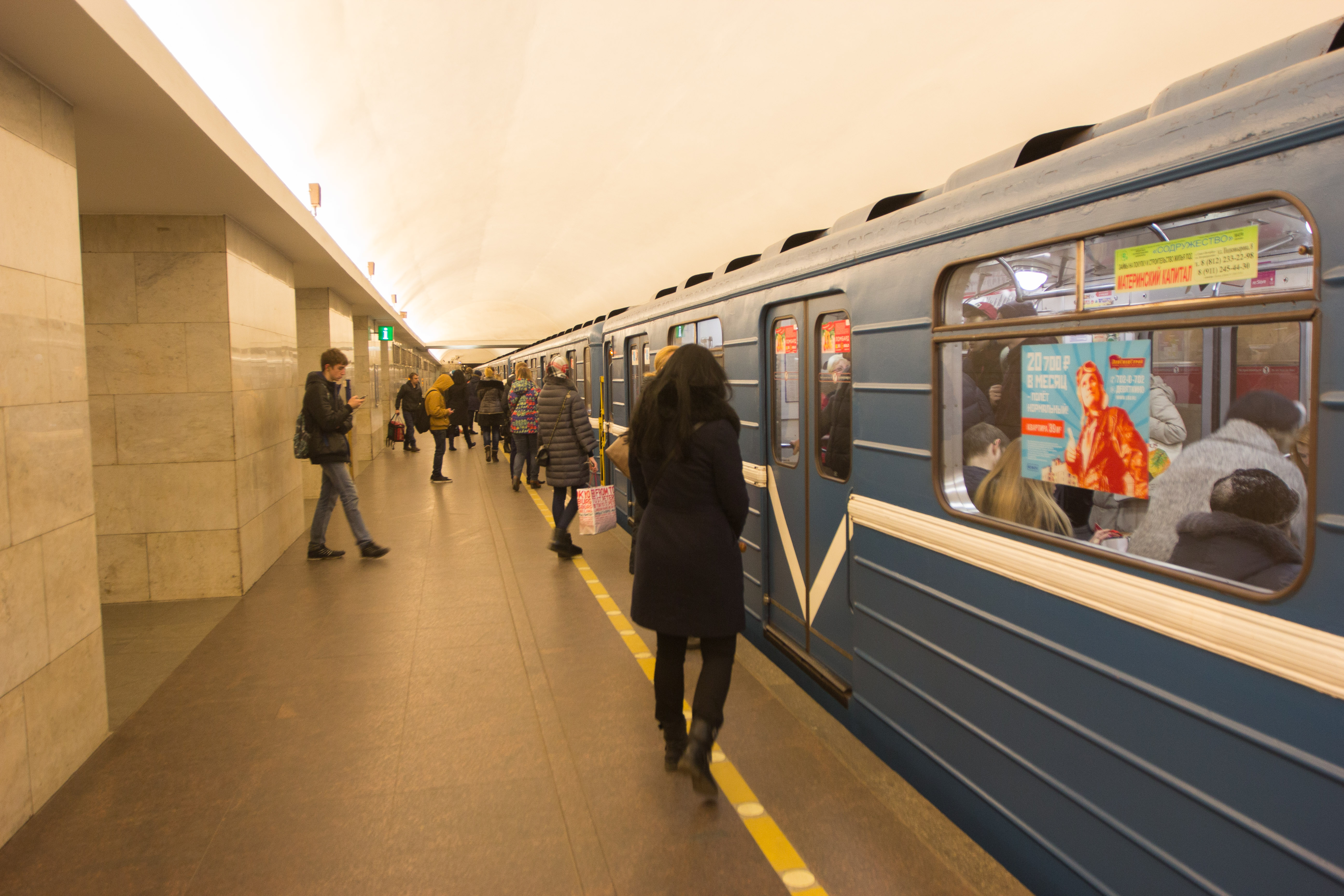
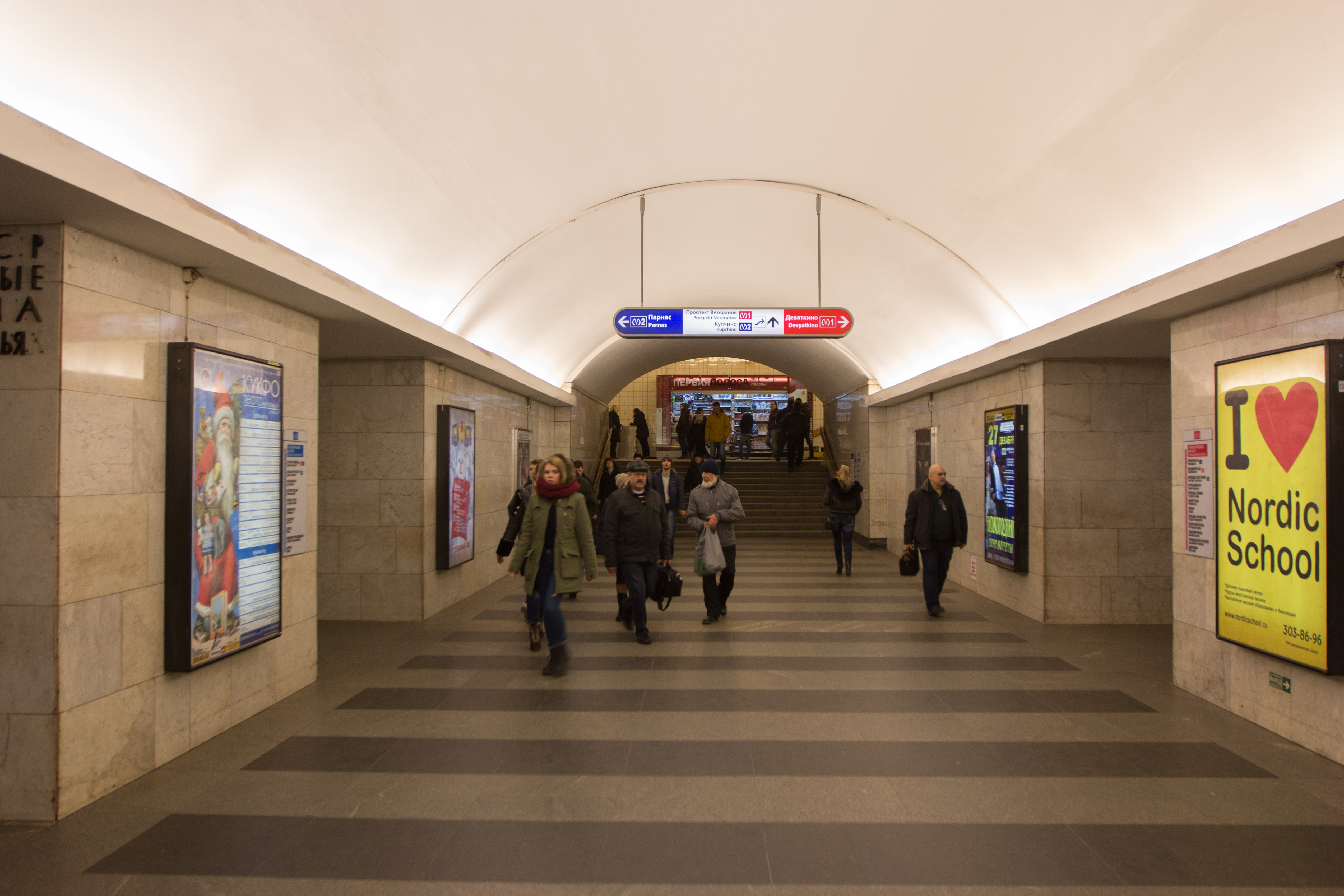

### Intermodalité
Outre la correspondance entre les deux lignes du métro, la station est desservie par plusieurs types de transports en commun : le tramway (ligne 16), des trolleybus (lignes 3, 8, 15 et 17), ainsi que de nombreux bus.

## Patrimoine ferroviaire
La station est inscrite comme patrimoine culturel d'importance régionale le 15 décembre 2011.

## À proximité
- Institut de technologie de Saint-Pétersbourg (ru)